# Тернопільське обласне управління лісового та мисливського господарства
Тернопільське обласне управління лісового та мисливського господарства — територіальний орган Державного агентства лісових ресурсів України в Тернопільській області.

## Діяльність
Діяльність Управління на місцевому рівні координує і сприяє у виконанні покладених на нього завдань голова обласної державної адміністрації.
Управління
- здійснює видачу посвідчень мисливців (та дублікатів), щорічної контрольної картки обліку (та дубліката) добутої дичини і порушень правил полювання;
- здійснює видачу спеціальних дозволів на заготівлю деревини в порядку рубок головного користування;
- здійснює державний контроль за додержанням норм, правил та інших нормативно-правових актів з ведення лісового господарства;
- здійснює управління об'єктами державної власності в межах повноважень, визначених законодавством;
- реалізовує державну політику в галузі лісового та мисливського господарства;
- здійснює видачу дозволів на добування мисливських тварин, що перебувають у державній власності, за винятком тих, що знаходяться на територіях та об'єктах природно-заповідного фонду та інше.

## Структура
- ДП «Бережанське лісомисливське господарство»
  - Бережанське лісництво
  - Завалівське лісництво
  - Козівське лісництво
  - Конюхівське лісництво
  - Литвинівське лісництво
  - Нараївське лісництво
  - Підгаєцьке лісництво
  - Урманське лісництво
- ДП «Бучацьке лісове господарство»
  - Бучацьке лісництво
  - Дорогичівське лісництво
  - Золотопотіцьке лісництво
  - Коропецьке лісництво
  - Криницьке лісництво
  - Монастириське лісництво
  - Язловецьке лісництво
- ДП «Кременецьке лісове господарство»
  - Білокриницьке лісництво
  - Вишнівецьке лісництво
  - Волинське лісництво
  - Забарівське лісництво
  - Кременецьке лісництво
  - Лановецьке лісництво
  - Почаївське лісництво
  - Суразьке лісництво
- ДП «Тернопільське лісове господарство»
  - Буданівське лісництво
  - Залозецьке лісництво
  - Збаразьке лісництво
  - Микулинецьке лісництво
  - Мшанецьке лісництво
  - Скалатське лісництво
  - Теребовлянське лісництво
  - Тернопільське лісництво
- ДП «Чортківське лісове господарство»
  - Гусятинське лісництво
  - Копичинське лісництво
  - Білецьке лісництво
  - Колиндянське лісництво
  - Улашківське лісництво
  - Скала-Подільське лісництво
  - Борщівське лісництво
  - Заліщицьке лісництво
  - Гермаківське лісництво
  - Наддністрянське лісництво
- Природний заповідник «Медобори»

## Керівництво
- Олег Павлович Яремко — начальник управління
- Любомир Зіновійович Ничка — т. в. о. першого заступника начальника управління